# Gemini (Ugento)
Gemini è una frazione di Ugento in provincia di Lecce. Il centro abitato conta 1 623 abitanti e dista poco più di 2 km dal capoluogo comunale.

## Storia

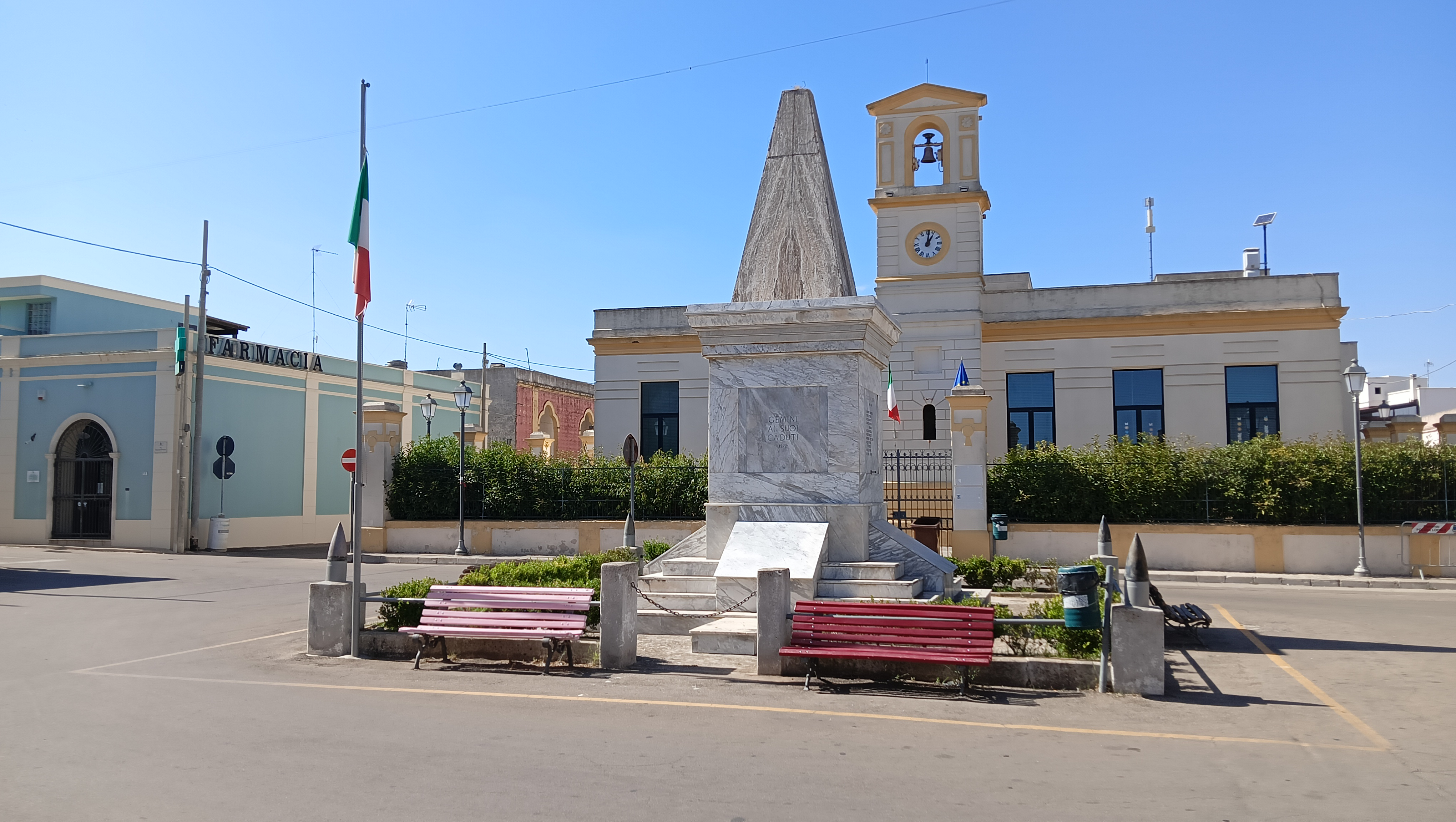
Piazza Monumento ai Caduti a Gemini

Le origini del centro sono incerte, ma si ipotizza che sia stato abitato nel periodo romano. Il nome deriva probabilmente dal culto che i Romani avevano per i gemelli Castore e Polluce, i Dioscuri protettori dell'esercito. 
La località di Gemini è citata per la prima volta nel 1272 con il nome di Geminianum. Nell'epoca feudale seguì le sorti della vicina Ugento, eccettuato il periodo che va dal 1276 alla prima metà del Trecento quando il casale apparteneva al vescovo di Ugento insieme a Pompignano. A Gemini il vescovo fece costruire una residenza fortificata.
Quando nel 1537 Ugento venne rasa al suolo parte della popolazione si rifugiò a Gemini, che in epoca bizantina era circondata da una cinta muraria.
Nel XVI secolo vennero costruiti palazzo Macrì, palazzo Piccino, palazzo Riso e la chiesa della Madonna di Pompignano, mentre risale al 1700 la chiesa dedicata a san Francesco d'Assisi.

## Eventi
- Fiera di San Francesco d'Assisi, 4 ottobre
- Presepe vivente, 25 dicembre - 6 gennaio

## Monumenti e luoghi d'interesse
- Palazzo Piccinno
- Palazzo Riso
- Palazzo Macrì
- Menhir della Visitazione (P.zza Cavalieri di Vitt. Veneto)
- Menhir cristianizzato di Largo Croce
- Chiesa della Visitazione
- Chiesa della Madonna di Pompignano
- Chiesa matrice dedicata a San Francesco d'Assisi
- Chiesa Regina Pacis
- Arcipretura (su via fontana)